# Игиткин (остров)
Игиткин (англ. Igitkin Island, алеут. Igitxix̂) — небольшой остров в составе группы Андреяновских островов, которые, в свою очередь, входят в состав Алеутских островов. В административном отношении относится к зоне переписи населения Западные Алеутские острова, штат Аляска, США.
Расположен примерно в 4,8 км к юго-востоку от острова Большой Ситкин. Составляет 10,8 км в длину и состоит из двух частей, соединённых узким перешейком шириной около 1 км. Максимальная высота — 33 м над уровнем моря.